# Frank-Peter Roetsch
Frank-Peter Roetsch   (Güstrow, 19 d'abril de 1964) és un biatleta alemany, ja retirat, que competí primer sota bandera de la República Democràtica Alemanya i des de la reunificació alemanya sota bandera alemanya.

## Biografia
Va néixer el 19 d'abril de 1964 a la ciutat de Güstrow, aleshores a la República Democràtica Alemanya, avui a l'estat de Mecklemburg-Pomerània Occidental, que en aquells moments formava part de la RDA i que avui en dia forma part d'Alemanya.

## Carrera esportiva
Va participar en els Jocs Olímpics d'Hivern de 1984 realitzats a Sarajevo (Iugoslàvia), on aconseguí la medalla de plata en la prova dels 20 km, i on finalitzà a més quart en la prova de relleus 4x7,5 km i setè en els 10 quilòmetres esprint. En els Jocs Olímpics d'Hivern de 1988 realitzats a Calgary (Canadà) aconseguí guanyar la medalla d'or en les proves de 10 km. esprint i 20 km, a més de finalitzar cinquè en la prova de relleus per equips. En els Jocs Olímpics d'Hivern de 1992 realitzats a Albertville (França) tingué com a resultat més destacable una novena posició en la prova dels 10 quilòmetres esprint.
Al llarg de la seva carrera guanyà la Copa del Món de biatló tres vegades i aconseguí guanyar deu medalles en el Campionat del Món de biatló, destacant la victòria en les proves de 10 km. esprint (1985 i 1987), 20 km. (1987) i relleus 4x7,5 km. (1987 i 1989).
Una vegada retirat passà a fer de comentarista esportiu a la televisió.